# Орлин Павлов
Орлин Орлинов Павлов е известен български певец и актьор.

## Биография
Орлин Орлинов Павлов е роден на 23 април 1979 г. в град София. Родителите му са оперни солисти на Пловдивската опера от 30 години. Орлин Павлов-старши е бас, а майка му Тиха Генова е сопран.  Дядо му е Павел Павлов, летец-изтребител, загинал по време на Втората световна война.
На 14-годишна възраст Орлин е приет в театрално-експерименталната паралелка на Николай Георгиев и в трупата „4хС“, която гастролира на много български и международни сцени и печели много награди. По-късно е приет в Пловдивския университет „Паисий Хилендарски“, специалност „Сценични синтетични изкуства“. Паралелно със следването работи в „Държавен сатирично-вариететен театър“ в Габрово като актьор в продължение на две години. През 1998 г. се явява на кастинг за шоу програма в клуб „Опера“ в София, където работи заедно с Галя и Миро, пианиста Живко Петров, както и с други популярни български имена в музиката. 

## Музикално творчество
През 2002 г. е поканен да стане вокал на група „Каффе“.  През 2003 г. издават единствения си албум "Alone“, с който две години по-късно печелят наградата „Албум на годината“ на годишните музикални награди на Телевизия ММ. Други награди, които печелели през годините са: трето място на "Златния елен“ 2003 г. в град Брашов, Румъния; награда за група на „Мело ТВ мания“ през 2004 г. Пикът на популярността на групата идва с победата ѝ на първия конкурс за българска песен на „Евровизия“ през 2005 г. През 2007 г. участва в танцовия спектакъл „36“ на Театрална работилница „Сфумато“.
След четири години с група „Каффе“ през 2006 г. Орлин Павлов започва самостоятелна кариера. Първата му самостоятелна песен е „Мечтаеш ли“. Впоследствие излиза песента „Chicago“, както и дуетите „Сладка отрова“ (със Светла Иванова) и „Всяка година по същото време“ (с Белослава).
Участва в два световни реалити формата – „Dancing stars“ и „ВИП Брадър“ 2012, като печели и двата. През 2009 г. е жури във „VIP Dance“. Води собствено всекидневно шоу по телевизия PRO BG през 2010 г., а през 2011 г. играе в ролята на Христо Манчев в сериала „Отплата“. През 2013 г. изпълнява главната роля във филма „Живи Легенди“. През 2015 г. става жури на „Детската Евровизия“. През 2016 г. влиза в трети реалити формат – „Като две капки вода“.
Орлин Павлов работи успешно и в сътрудничество със свои колеги. През 2012 г. излиза песента „Секунда“, с участието на рапъра Бобо. Песента се издига до №1 в българските чартове. Следва още един съвместен проект на Орлин и DJ Borche – „Всеки Ден“, и отново е с участието на Бобо. Песента „Живи Легенди“ в края на 2013 г. е саундтрак към едноименния филм на Ники Илиев, в който Орлин Павлов изпълнява главната роля. През 2015 г. съвместно с групата The Brassstones излиза и песента „Всеки ден“. В началото на 2016 г. с рапъра Кристо излъчват видео с песента „Виж к'во стана“. В началото на есента на 2016 г. представя видеото към най-новата си песен „С едно крило“.
През април 2014 г. Орлин Павлов осъществява първото си музикално турне в Съединените щати в градовете Чикаго, Лос Анджелис, Лас Вегас, Ню Йорк, Хаянис (Кейп Код), Атланта съвместно с Борислав Бояджиев, по-известен като DJ Borche.
Успоредно с кариерата си в поп музиката Орлин се изявява и на джаз сцената. Има реализирани успешни и дългосрочни проекти с Живко Петров, JP3 и Биг Бенд "Брас Асоциация“ и Ангел Заберски – син.
На 3 юни 2015 г. на сцената на зала България изпълнява самостоятелен концерт съвместно с Биг Бенд „Брас Асоциация“ ръководена от Ангел Заберски и Софийска филхармония в чест на 100 г. от рождението на Франк Синатра, и свои авторски песни, специално аранжирани за камерен оркестър.
През 2019 година Орлин Павлов се качва на сцената на Софийска опера и балет за една изключителна роля в мюзикъла „Клетниците“, тази на полицай Жавер. Интересът към спектакъла е огромен, както в България, така и в целия свят.

## Дискография
- Каффе – „Не е ли любов“
- Каффе – „Пак там“
- Каффе – „Вместо мен“
- Каффе – „No more“
- Каффе – „Lorraine“
- Орлин Павлов – „Мечтаеш ли“
- Орлин Павлов – „Dream on“
- Орлин и Светла Иванова – „Сладка отрова“
- Орлин и Белослава – „Всяка година по същото време“
- Орлин Павлов – „Chicago“
- Орлин Павлов и Бобо – „Секунда“
- Орлин Павлов и Бобо – „За ден“
- Орлин Павлов – „Живи легенди“
- Орлин Павлов и Бон Бон – „Сняг вали“
- Орлин Павлов и ДА – „Коледен звън“
- Орлин и The Brassstones – „Всеки ден“
- Орлин и ВГ Мики Маус – „Работливите джуджета“
- Орлин Павлов – „С едно крило“
- Орлин и Кристо – „Виж к'во стана“
- Орлин Павлов и Михаела Филева – „Завръщане“

## Телевизионни изяви

### „Евровизия“
Орлин Павлов, с групата си „Каффе“ стават първите представители на България в конкурса „Евровизия“ през 2005 г., след като печелят конкурса за квалификация в България.
Орлин Павлов е член на журито за националната селекция на конкурса „Детска Евровизия“, който се провежда на 21 ноември 2015 г. в България.

### „Dancing Stars“
През декември 2008 г. Орлин Павлов и танцьорката Яна Акимова побеждават в първото българско телевизионно състезание „Dancing Stars“.

### „Златния Eлен“
През 2009 г. участва на Златния Eлен, където се представя с баладата „Lonely“ и кавър на румънската група „Дирекция 5“. Успява да попадне във финалната деветка.

### „VIP dance България“
През 2009 г. е поканен за жури в първия сезон на VIP dance България. 

### „Точно Tака“
През 2010 г. става водещ на всекидневното шоу „Точно така“ по телевизия PRO BG.

### „Големият КЕШ 2“
Отново през 2010 г. по телевизия PRO BG води ТВ играта „Големият КЕШ 2“.

### „VIP Brother“
На 17 септември 2012 г. влиза в къщата на четвъртия сезон на VIP Brother, с още 13 участници и по покана на продуцентите и Памела Андерсън. Титулуван е като „дванадесетия“ съквартирант, като в къщата влизат още четирима негови колеги певци – Аксиния, Мариана Попова, Юлиян Константинов и фолк певицата Бони. На 17 ноември 2012 г. е избран за победител.

### „Като две капки вода“
На 3 март 2016 г. Орлин стартира участието си в четвъртия сезон на единственото по рода си телевизионно предаване „Като две капки вода“ с още 8 участници, популярни български личности. Орлин влезе в ролята на различни музикални изпълнители от българската и международна сцени.

### „Събота вечер с БНТ“
От 4 февруари до 8 юли 2023 г. е водещ на „Събота вечер с БНТ“ по БНТ 1, заменяйки предишния водещ на предаването – актьорът Николай Станоев.

## Актьорска кариера
Павлов е известен с няколко роли в киното и телевизията, измежду които са сериалите „Домашен арест“, „Отплата“, „Пътят на честта“ и „Лъжите в нас“, „Скъпи наследници“, както и филмите „Живи легенди“, „Нокаут или Всичко, което тя написа“, „Smart Коледа“, „Завръщане“ и „Завръщане 2“.

### Кариера на озвучаващ актьор
От 1999 г. се занимава с дублаж. Първоначално изпълнява песни като солист в анимационни филми, тъй като през 2000 г. изпълнява песните на Шанг в анимационния филм на „Дисни“ – „Мулан“. Известен е с озвучаването на Макс в двата филма на „Сами вкъщи“, Зайчето Питър в първия и втория филм на едноименната филмова поредица, Гастон в „Красавицата и Звяра“ и Миго в „Малката стъпка“.

## Филмография
| Година | Филм/Сериал                        | Роля          |
| ------ | ---------------------------------- | ------------- |
| 2011   | Домашен арест                      | Ищван Чурка   |
| 2012   | Отплата                            | Христо Манчев |
| 2014   | Живи легенди                       | Павел         |
| 2016   | Нокаут или Всичко, което тя написа | Боби          |
| 2018   | Smart Коледа                       | Андроидът     |
| 2019   | Завръщане                          | Виктор        |
| 2021   | Пътят на честта                    | Стивън        |
| 2022   | Петя на моята Петя                 | Владо         |
| 2022   | Лъжите в нас                       | Сава          |
| 2022   | Завръщане 2                        | Виктор        |

### Роли в озвучаването

#### Сериали
1. „Балдиос“ – Изпълнител на началната песен, 2007
2. „Синьо лято“ (дублаж на Андарта Студио) – Хави, 2010

#### Филми
1. „101 далматинци II: Приключението на Пач в Лондон“ – Други гласове, 2008
2. „Желание“ – Крал Магнифико, 2023
3. „Зайчето Питър“ – Зайчето Питър, 2018
4. „Зайчето Питър 2: По широкия свят“ – Зайчето Питър, 2021[10]
5. „Земята преди време: Скалата на ледения огън“ – Други гласове, 2001
6. „Красавицата и Звяра“ – Гастон, 2017[11][12]
7. „Малката стъпка“ – Миго, 2018
8. „Мулан“ – Шанг (вокал), 2000
9. „Принцесата и жабокът“ – Вокален изпълнител („Само в Ню Орлийнс“), 2009
10. „Сами вкъщи“ – Макс, 2016[13]
11. „Сами вкъщи 2“ – Макс, 2019[14]
12. „Спящата красавица“ – Принц Филип (вокал), 2008
13. „Цар лъв 2: Гордостта на Симба“ – Други гласове, 2004

#### Хоров изпълнител
1. „Аладин“, 2004
2. „Аладин и царят на разбойниците“, 2005
3. „Бамби“, 2005
4. „Гарфилд 2“, 2006
5. „Див живот“, 2006
6. „Йосиф: Господарят на сънищата“, 2001
7. „Книга за джунглата“, 2000
8. „Книга за джунглата 2“, 2008
9. „Красавицата и Звяра“, 2002
10. „Омагьосаният император“, 2001
11. „Малката русалка“, 2006
12. „Палечка“, 2006
13. „Пепеляшка“, 2005
14. „Снежанка и седемте джуджета“, 2001
15. „Спящата красавица“, 2008
16. „Цар лъв“, 2003
17. „Цар лъв 3: Хакуна матата“, 2004
18. „Шрек Трети“, 2007